# Лициния Евдоксия
Вижте пояснителната страница за други личности с името Лициния.
Лициния Евдоксия (на латински: Licinia Eudoxia; * 422; † 462) е римска императрица.

## Биография
Дъщеря е на източноримския император Теодосий II и Атиниада. Внучка по бащина линия е на император Аркадий и Елия Евдоксия, а по майчина линия на Леонтий, софист от Атина.
На 29 октомври 437 г. в Константинопол тя се омъжва за западноримския император Валентиниан III. Двамата имат две дъщери, Евдокия и Плацидия. През 439 г. Евдоксия, с раждането на първата си дъщеря Евдокия, получава титлата Августа.
След смъртта на Валентиниан на 16 март 455 г. Лициния Евдоксия е накарана да се омъжи за неговия наследник Петроний Максим. Скоро след това на 2 юни 455 г. вандалите на Гейзерик нападат Рим и отвличат Лициния Евдоксия и нейните две дъщери в Африка. През 462 г. е освободена и върната в Константинопол.
Тя дава средства за построяване на базиликата Сан Пиетро ин Винколи в Рим.